# T vízibusz (Velence)
A velencei T vagy Traghetto Torcello jelzésű vízibusz Burano és Torcello között közlekedett. A viszonylatot az ACTV üzemeltette.

## Története
A T járat 2004-ben született, mikor a 12-es és 14-es járatot összevonták az LN jelzésű járatba.
2011-ben átszámozták, 9-es járat lett belőle.
A T járat története:
| Időszak     | Járat- szám | Megállók                                                                                   |
| ----------- | ----------- | ------------------------------------------------------------------------------------------ |
| 1978 – 1997 | 12          | Fondamente Nove – Murano (Faro) – Mazzorbo – Torcello – Burano – Treporti                  |
| 1998 – 2004 | 12          | Fondamente Nove – Murano (Faro) – Mazzorbo – Torcello – Burano – Treporti – Punta Sabbioni |
| 2004 – 2011 | T           | Burano – Torcello                                                                          |

## Megállóhelyei
| sz. | idő (perc) | megállóhely neve | sz. | idő (perc) | látnivalók |
| --- | ---------- | ---------------- | --- | ---------- | ---------- |
| 0   | 0          | Burano           | 1   | 5          | Burano     |
| 1   | 5          | Torcello         | 0   | 0          | Torcello   |